# Bezirk Tłumacz

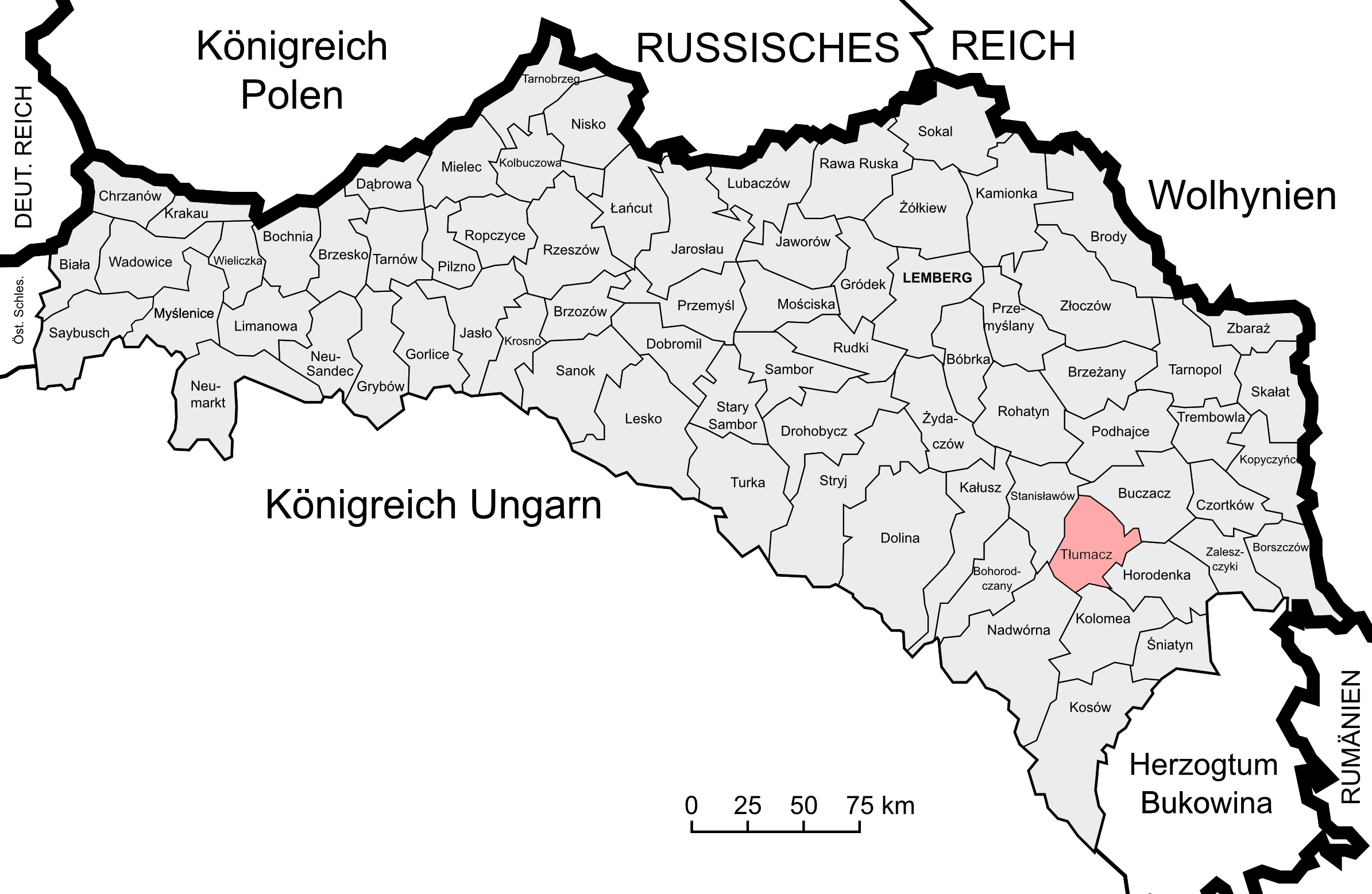
Lage des Bezirks Tłumacz im Kronland Galizien und Lodomerien

Der Bezirk Tłumacz war ein politischer Bezirk im Kronland Galizien und Lodomerien. Sein Gebiet umfasste Teile Ostgaliziens in der heutigen Westukraine (Oblast Iwano-Frankiwsk, Rajon Tlumatsch sowie Teilen des Rajons Tysmenyzja, des Rajons Kolomyja und des Rajons Monastyryska), Sitz der Bezirkshauptmannschaft war der Markt Tłumacz. Nach dem Ersten Weltkrieg musste Österreich den gesamten Bezirk an Polen abtreten.
Er grenzte im Nordosten an den Bezirk Buczacz, im Südosten an den Bezirk Horodenka, im Süden an den Bezirk Kolomea, im Südwesten an den Bezirk Nadwórna sowie Nordwesten an den Bezirk Stanislau.

## Geschichte
Nachdem die Kreisämter Ende Oktober 1865 abgeschafft wurden und deren Kompetenzen auf die Bezirksämter übergingen, schuf man nach dem Österreichisch-Ungarischen Ausgleich 1867 auch die Einteilung des Landes in zwei Verwaltungsgebiete ab. Zudem kam es im Zuge der Trennung der politischen von der judikativen Verwaltung zur Schaffung von getrennten Verwaltungs- und Justizbehörden. Während die gerichtliche Einteilung weitgehend unberührt blieb, fasste man Gemeinden mehrerer Gerichtsbezirke zu Verwaltungsbezirken zusammen.
Der neue politische Bezirk Tłumacz wurde aus folgenden Bezirken gebildet:
- Bezirk Tłumacz (mit 26 Gemeinden)
- Bezirk Tyśmienica (mit 26 Gemeinden)
- Teilen des Bezirks Monasterzyska (Gemeinden Bobrowniki, Dołhe, Jórkówka, Komarówka, Ladzkie, Łuka, Międzygórze, Nowosiółka, Petryłów, Rożniów, Strychanće, Trościaniec und Uście Zielone)
- Teilen des Bezirks Halicz (Gemeinden Miłowanie und Olszanica)

Am 1. November 1897 nahm der bereits 1895 kundgemachte Gerichtsbezirk Ottynia seine Arbeit auf.
Der Bezirk Tłumacz bestand bei der Volkszählung 1910 aus 67 Gemeinden sowie 60 Gutsgebieten und umfasste eine Fläche von 952 km². Hatte die Bevölkerung 1900 noch 108.806 Menschen umfasst, so lebten hier 1910 116.066 Menschen. Auf dem Gebiet lebten dabei mehrheitlich Menschen mit ruthenischer Umgangssprache (72 %) und griechisch-katholischem Glauben, Juden machten rund 8 % der Bevölkerung aus.

## Ortschaften
Auf dem Gebiet des Bezirks bestanden 1910 Bezirksgerichte in Ottynia, Tłumacz und Tyśmienica, diesen waren folgende Orte zugeordnet:
Gerichtsbezirk Ottynia:
- Babianka
- Bohorodyczyn
- Grabicz
- Hołosków
- Hostów
- Konstantynówka
- Krasiłówka
- Krzywotuły Nowe
- Krzywotuły Stare
- Mołodyłów
- Neudorf
- Markt Ottynia
- Skopówka
- Strupków
- Targowica
- Uhorniki
- Winograd
- Worona
- Zakrzewce

Gerichtsbezirk Tłumacz:
- Antonówka
- Bortniki
- Bratyszów
- Budzyn
- Bukówna
- Markt Chocimierz
- Delawa
- Dolina
- Gruszka
- Horyhlady
- Hryniowce
- Jezierzany
- Kolińce
- Korolówka
- Kutyska
- Nadorożna
- Markt Niżniów
- Nowosiółka
- Okniany
- Olesza
- Oleszów
- Ostrynia
- Pałahicze
- Petryłów
- Przybyłów
- Pużniki
- Słobódka ad Tłumacz bestehend aus den Ortsteilen Jackówka, Łokutki und Słobódka ad Tłumacz
- Tarnowica Polna
- Markt Tłumacz

Gerichtsbezirk Tyśmienica:
- Chomiakówka
- Czarnołośce
- Dołhe
- Jurkówka
- Kłubowce
- Ladzkie Szlacheckie
- Markowce
- Miłowanie
- Odaje ad Słobódka
- Olszanica
- Podpieczary
- Pohonia
- Pszeniczniki
- Roszniów
- Słobódka
- Stryhańce
- Stadt Tyśmienica